# Westfield Annapolis
Westfield Annapolis es un centro comercial propiedad de Unibail-Rodamco-Westfield localizado cerca de la interconexión de la Ruta 50 y la Interestatal 97 en Annapolis, Maryland. Sus tiendas anclas son Borders Books and Music (anteriormente Garfinckel's), Macy's (anteriormente Hecht's), Lord & Taylor, Nordstrom, Sears (anteriormente Montgomery Ward), JCPenney, y Bow Tie Cinemas (anteriormente Crown Theatres).
En noviembre de 2007, se finalizó una expansión de 240.000 pies cuadrado (22.000 m²) en la cual se construyeron 60 nuevas tiendas, convirtiéndolo en el centro comercial más grande del condado de Anne Arundel (sobre pasando al centro comercial Arundel Mills).
We speak English!!owned by Governor Talmadge Branch!!under the protection of the Arch!!

## Historia
El centro comercial abrió en 1980 por la desarrolladora inmobiliaria May Centers, Inc.,  junto con las tiendas anclas Hecht's, Garfinckel's y Montgomery Ward.  JCPenney se unió al centro comercial unos años después luego le siguió en marzo de 1994 la tienda por departamentos Nordstrom y en 1997 Lord & Taylor. Después de que Montgomery Ward se fuese a bancarrota y clausurara en 1999, sus ubicaciones fueron adquiridas por Sears, en la cual en 2002 se movió al cercano Parole Plaza. Como resultado de la fusión del 2006, Hecht's fue re-equipada y absorbida por la cadena de tiendas por departamento Macy's.

### Tiroteo del 2006
El sábado, 17 de noviembre de 2006, una agente del Servicio Secreto de Estados Unidos que se encontraba en el centro comercial fuera de servicio fue testigo de una pelea en el food court, en la cual durante el intento de detener la pelea, una de las personas del pleito sacó una pistola y disparó contra la agente, hiriéndola. La agente le devolvió el disparo, disparándole al perpetrador. Una tercera persona resultó herida en el altercado. El food court fue cerrado poco después del incidente, y todos los clientes tuvieron que abandonar rápidamente el food court, aunque el resto del centro comercial permaneció abierto.

## Anclas
- JCPenney (83,695 pies cuadrado en 1 nivel) abrió en 1987. (En renovación/expansión)
- Lord & Taylor (120,000 pies cuadrado con dos pisos, con acceso al nivel P2  y acceso al nivel P3 del estacionamiento vía el ascensor) abrió en 1998, renovado en 2007
- Macy's (198,171 pies cuadrado en dos niveles, con acceso al P2)abrió en 1980
- Nordstrom (153,000 pies cuadrados en dos niveles con un estacionamiento de un nivel (nivel P), con acceso al nivel P1) abrió en 1994
- Sears (147,282 pies cuadrado en un nivel)